# 以利亞撒
以利亞撒（希伯来语：אלעזר）是以色列人第一位祭司亞倫的兒子。根據《聖經·舊約全書》民數記第20章所記載，亞倫在何珥山上離世之前，把祭司的職位交給以利亞撒。